# Хукоу (Цзюцзян)
Хуко́у (кит. упр. 武宁, пиньинь Wǔníng) — уезд городского округа Цзюцзян провинции Цзянси (КНР).

## История
Уезд Хукоу был выделен из уезда Пэнцзэ в эпоху Пяти династий и десяти царств в 938 году.
6 сентября 1949 года был образован Специальный район Цзюцзян (九江专区), и уезд вошёл в его состав. В 1970 году Специальный район Цзюцзян был переименован в Округ Цзюцзян (九江地区). 27 июля 1983 года город Цзюцзян и округ Цзюцзян были объединены в городской округ Цзюцзян.

## Административное деление
Уезд делится на 6 посёлков и 6 волостей.

## Экономика
В уезде развиты разведение пресноводной рыбы и солнечная энергетика. 